# Вриндаванские госвами
Вриндаванские госвами — группа выдающихся святых и философов гаудия-вайшнавизма, живших в Индии в XV—XVI веках.
Вриндаванские госвами были близкими учениками основоположника гаудия-вайшнавизма Чайтаньи, который считается объединённой аватарой Радхи и Кришны. Большую часть своей жизни вриндаванские госвами провели во Вриндаване, где на них была возложена задача отыскать утерянные святые места, связанные с лилами Кришны и составить литературу по философии гаудия-вайшнавизма.
В гаудия-вайшнавизме вриндаванские госвами считаются нитья-сиддхами, то есть «вечно освобождёнными душами», они — манджари, близкие слуги и спутницы Радхи и Кришны в духовном мире, хотя внешне они представали в роли обычных людей. Они исполняют высочайшее служение, создавая наилучшие условия для наслаждения Радхи и Кришны. Находясь на земле, они содействовали Чайтанье, делая его миссию доступной для каждого. Они превозносятся в гаудия-вайшнавской традиции за своё полное отречение от физического комфорта и удовольствий ради практики бхакти-йоги. 
Вриндаванские госвами вдохновили строительство ряда важных храмов во Вриндаване, посвящённых Радхе и Кришне.

## Вриндаванские госвами
- Рупа Госвами
- Санатана Госвами
- Рагхунатха Бхатта Госвами
- Рагхунатха Даса Госвами
- Джива Госвами
- Гопала Бхатта Госвами
- Локанатха Госвами